# الكويت في بطولة العالم للألعاب المائية 2011
شاركت الكويت في بطولة العالم للألعاب المائية 2011 التي أُقيمت في شانغهاي، الصين خلال الفترة من 16 إلى 31 يوليو 2011.

## الغطس
تأهلت الكويت بمشاركتين في رياضة الغطس.
الرجال
| الرياضي     | المنافسة            | التصفيات | التصفيات | نصف النهائي | نصف النهائي | النهائي  | النهائي  |
| الرياضي     | المنافسة            | النقاط   | الترتيب  | النقاط      | الترتيب     | النقاط   | الترتيب  |
| ----------- | ------------------- | -------- | -------- | ----------- | ----------- | -------- | -------- |
| حمد صالح    | منصة 1 متر للرجال   | 282.55   | 32       |             |             | لم يتأهل | لم يتأهل |
| راشد الحربي | منصة 3 أمتار للرجال | 250.35   | 51       | لم يتأهل    | لم يتأهل    | لم يتأهل | لم يتأهل |

## السباحة
تأهلت الكويت بمشاركتين في رياضة السباحة.
الرجال
| الرياضي           | المنافسة           | التصفيات | التصفيات | نصف النهائي | نصف النهائي | النهائي  | النهائي  |
| الرياضي           | المنافسة           | الزمن    | الترتيب  | الزمن       | الترتيب     | الزمن    | الترتيب  |
| ----------------- | ------------------ | -------- | -------- | ----------- | ----------- | -------- | -------- |
| محمد مدوح         | 100 متر حرة للرجال | 53.07    | 62       | لم يتأهل    | لم يتأهل    | لم يتأهل | لم يتأهل |
| محمد مدوح         | 200 متر حرة للرجال | 1:57.64  | 53       | لم يتأهل    | لم يتأهل    | لم يتأهل | لم يتأهل |
| عبد الله التوياني | 100 متر ظهر للرجال | 56.94    | 41       | لم يتأهل    | لم يتأهل    | لم يتأهل | لم يتأهل |
| عبد الله التوياني | 200 متر ظهر للرجال | 2:07.63  | 29       | لم يتأهل    | لم يتأهل    | لم يتأهل | لم يتأهل |